# En souvenir d'Alice
 (mai 2018).
En souvenir d’Alice est un roman policier de Charles Exbrayat paru en 1974. 

## Résumé
En souvenir d’Alice, sa femme, qui s’est suicidée cinq années plus tôt, lord Jason Ludborough refuse d’admettre que Linda Leadenham, une femme qu’il n’a jamais connue (il a croisé son enterrement dans le cimetière où repose Alice), soit morte pour les mêmes raisons. Persuadé que son mari pourrait être responsable de sa mort, il décide de mener son enquête, malgré l’opposition de la police qui ne croit pas à la thèse de l’assassinat, mais avec l’aide de ses proches et de ses domestiques. Cette obstination, et les éléments qu’il apporte, amène la police à se pencher sur les circonstances de la mort de Linda, mais également de celle de Lady Alice…

## Éditions
Le roman paraît initialement en 1974 à la Librairie des Champs-Élysées  (ISBN 2-7024-0226-7), (BNF 35214697). Il est réédité en 1977 dans la collection Le Masque sous le no 1469. Il connaît une dernière réédition en 1986 dans la collection Club des Masques sous le no 564.